# Cynisme (psychologie)
Onder cynisme wordt een houding verstaan die vaak in taal tot uiting komt, maar die ook onuitgesproken kan blijven. Deze houding is er een van wantrouwen tegenover andermans bedoelingen, tegen het nut van instituties of van grote ongevoeligheid voor de gevolgen van de eigen daden. Voorbeelden van cynische uitspraken zijn:
- Hij zit alleen maar in de commissie omdat hij zo graag voorzitter ergens van wil wezen!
- Waarom zou ik gaan stemmen? Het zijn toch allemaal zakkenvullers, die politici.
- Als wij die dictators geen wapens leveren, dan doet een ander land het wel!
- Of ze tevreden zijn? Och, als ik mijn geld maar krijg!

In het eerste geval geldt het wantrouwig ongeloof de bedoelingen of motieven van een zekere persoon, in het tweede geval een instelling (de staatsvorm), in het derde de gehele mensheid en in het vierde klanten (en in feite het concept "werken").
De cynische houding kan ook lichamelijk geuit worden: een cynische blik, een cynische lach of een cynische grimas. Ook in humor kan cynisme voorkomen. 

## Filosofisch cynisme
Het woord cynisch komt uit het Grieks: κυνικός (kunikos), "honds". Dit is een bijnaam die de cynici, een groep oud-Griekse filosofen, zichzelf gaven, zij het met een heel andere bedoeling dan uit het hedendaags spraakgebruik naar voren komt: de antieke cynici wilden als mens dichter bij de natuur leven.

## Stijlfiguur
Omdat schrijvers zich soms ook bedienen van cynisme, wordt het ook als stijlfiguur gezien. Schrijvers die veelvoudig gebruik maakten van cynisme zijn bijvoorbeeld: W.F. Hermans en Gerrit Komrij.